# Árpád-vonal
Az Árpád-vonal a Magyar Királyi Honvédség védelmi rendszere volt a második világháború idején az Északkeleti- és Keleti-Kárpátokban. Kőrösmezőn Magos (Munk) Dezső irányításával és Réti István érsekvadkerti építőmester vezetésével 1941–1942-ben érsekvadkerti és helybeli ruszin munkások a ruszin faluban és környékén megtalálható anyagokból és a helyi építészeti megoldásokat felhasználva építették fel a különálló, faháznak álcázott katonai objektumot.

## Elhelyezkedése és szerepe

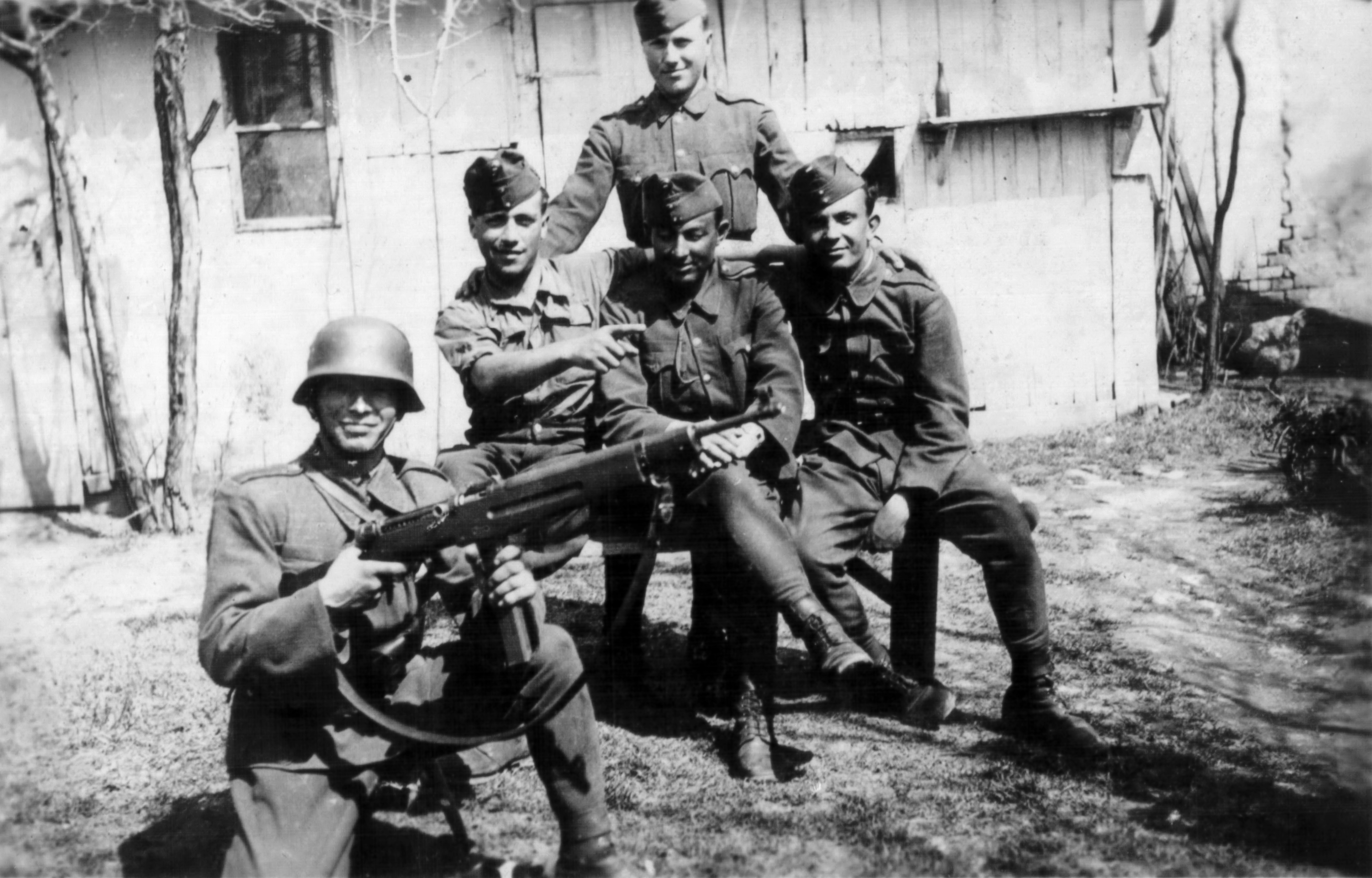
Magyar katonák a Kárpátokban. Hajasd, Nagybereznai járás, 1944

A Vörös Hadsereg támadásával szemben a második világháborúban három kiépített vonal volt: a Kárpátok előhegyei között a helységtámaszpontok láncolatából kiépített Hunyadi-állás, az ezeréves országhatáron inkább csak kijelölt, de ki nem épített Szent László-állás, és a Magyarország belseje felé futó völgyekben kiépített Árpád-vonal.
Az Árpád-vonal a Keleti-Beszkidektől egészen a Berecki-havasokig terjedt. Légvonalban több mint 600 kilométerről volt szó. A vonal építkezése, elsősorban az infrastruktúra, a háttér megteremtésével, már 1940-ben megkezdődött. Természetesen a legnagyobb titoktartás mellett. 1943-ban, a sztálingrádi csata után felgyorsították a kiépítését. 1944 elején épült ki a Hunyadi- és a Szent László-állás.
A magyar határ előtt 30–40 kilométerre lévő előretolt védőöv, a Hunyadi-állás fő feladata a szovjet támadóerők lelassítása, szétbontakozásra kényszerítése, hogy túlerejével ne tudjon menetből azonnal teljes erővel a fő védőövre zúdulni, és az állások leküzdése során mind élőerőben, mind haditechnikában minél nagyobb veszteségeket szenvedjen. 
A Hunyadi-állás a támadás várható hadműveleteinek irányában épített, tábori erődítésekből álló támpontokból állt. Az utakat, völgyeket zárták le. A közbeeső védelmi sáv, a Szent László-állás, közvetlenül az ezeréves határ vonalát követve, mondhatni az utolsó hetekben és csak részlegesen épült ki. Kisebb támpontokkal, tüzelőállásokkal, géppuskafészkekkel zárták le az utakat, a magas hegyeken átvezető átjárókat. Fő feladata, az Árpád-vonal előtt közvetlenül ismételten szétbontakozásra, támadás szervezésére késztetni az ellenséget. És ezután következett csak a magyar határokon belül a védelem gerincét alkotó Árpád-vonal. 
Az Árpád-vonal a magas hegységek terepviszonyait messzemenően kihasználó, tábori erődrendszer volt, melyet vasbeton szerkezetű tüzelőállásokkal, védelmi létesítményekkel, figyelőkkel erősíttettek meg. A kiépített támpontok, megerődített körletek, völgyzárak valamennyi a hegyeken átvezető szorost, hágót, átjárót lezárták.

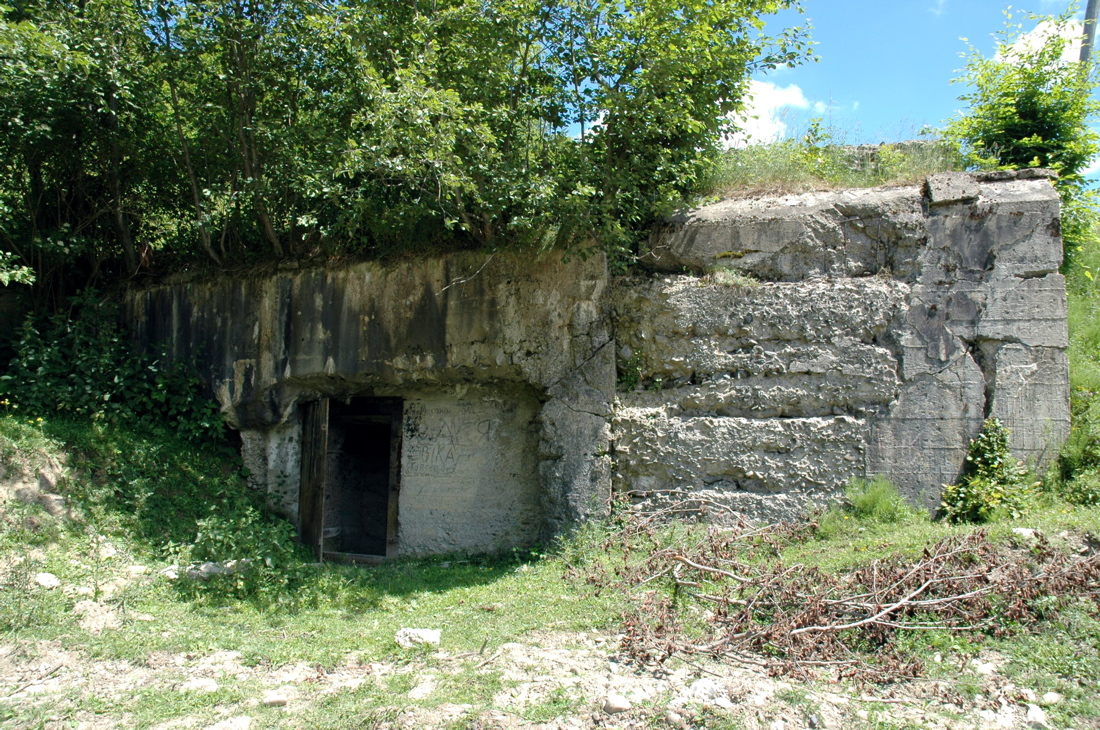
Páncéltörő tüzelőállás bejárata Felsőgerebennél

A körkörösen védhető völgyzár alapja a sejtszerűen elrendezett körvédőképes és körvédőköteles rajállás volt, melynek központja a közepes tüzérség ellen is biztos védelmet nyújtó bunker volt. A környezeti anyagok, levéltári források, szemtanúk visszaemlékezései, helyszíntanulmányok és fotók bizonyítják, hogy ezt az erődrendszert csak megkerülni lehetett, de áttörni nem.
A 4. Ukrán Front 1944 augusztusa és októbere között három nagy hadműveletben kísérletezett a védelem áttörésével – sikertelenül. Elfoglalni és áttörni csak ezután tudták, mert Románia átállt a szovjetek oldalára. Ezek után a szovjet 3. és 4. Ukrán front teljesen szabad utat kapott, így meg tudták kerülni a Kárpátokat délről és egy átkaroló hadművelettel a védelmi rendszer hátába kerülni. Az Erdélyben harcoló magyar és német csapatokat pedig ki kellett vonni, mielőtt katlanba zárják őket. Ezt megakadályozandó, két magyar hadosztály és német megerősítő csapatok képes volt a tordai csatában 3 teljes hétig feltartóztatni a szovjet-román csapatok előrenyomulását és megakadályozni a katlan bezárását.

## Filmek
- Az Árpád-vonal: 2018-as dokumentumfilm